# Aristonectinae
De Aristonectinae zijn een groep Plesiosauria.
In 2009 definieerden Frank Robin O'Keefe en Hallie Pritchett Street een klade Aristonectinae als de groep bestaande uit de laatste gemeenschappelijke voorouder van Kaiwhekea katiki en Aristonectes parvidens; en al zijn afstammelingen.
Behalve de verankerende soorten omvat de groep Alexandronectes en Morturneria. Het betreft Elasmosauridae uit het late Krijt met een grote schedel,  relatief korte nek en meer dan vijfentwintig tanden in het bovenkaaksbeen.